# Lucien Besnard
Pour les articles homonymes, voir Besnard.
 (octobre 2016).
Si vous disposez d'ouvrages ou d'articles de référence ou si vous connaissez des sites web de qualité traitant du thème abordé ici, merci de compléter l'article en donnant les références utiles à sa vérifiabilité et en les liant à la section « Notes et références ».
Pour les articles homonymes, voir Lucien Roisin Besnard.
Lucien Besnard, né le 19 janvier 1872 à Nonancourt et mort le 4 mai 1955 à Paris, est un auteur et critique dramatique français.

## Biographie
Lucien Eugène Besnard fait ses études secondaires au lycée Hoche de Versailles. Il est docteur en droit et diplômé de russe de l'École des langues orientales.
Il dirige à partir de 1896 la Revue d'art dramatique, première revue spécialisée dans la critique théâtrale. Il y défend le développement d'un théâtre populaire.
Il épouse le 30 mars 1897 à Paris 14e Marie Emma Jaubert de Becque.
Il est enterré au cimetière de Vaugirard (division 14) à Paris.
En 1932, il a adapté en français L'Auberge du Cheval-Blanc, opérette allemande de Ralph Benatzky.

## Principales pièces
- Le Glas (1896)
- Papa Dollivet (1898)
- Les Chiens du maître (1899)
- La Fronde (1900)
- Le Domaine (1902)
- L'Affaire Grisel (1904),  drame en 3 acte,  Théâtre du Peuple
- La Plus Amoureuse (1906)
- Mon ami Teddy (1908), pièce en 3 actes (co-auteur André Rivoire)  Théâtre de la Renaissance, 29 avril 1910.
- Le Diable ermite (1909),  comédie en 4 actes. Théâtre de l'Athénée, 15 novembre 1912.
- La Folle enchère (1910),  comédie en trois actes, Théâtre de la Renaissance
- Je veux revoir ma Normandie (1913)
- L'homme qui n'est plus de ce monde (1924) (Prix Émile-Augier de l'Académie française, 1926), pièce du 3 actes, Théâtre de l'Odéon[2]
- Le Cœur partagé (1926), comédie en quatre actes représentée pour la première fois, le 6 décembre 1926, à la Comédie-Française[3].
- Dans l'ombre du harem (1927)

## Autres écrits
- L'Œuvre dramatique de Léon Tolstoï, Paris, 1899,  éditions de la "Revue d'art dramatique",  24 p.
- Les Chiens du maître, Paris, P. Ollendorff, 1900,  132 p.